# Acinetobacter
Acinetobacter (Brisou and Prevot, 1954) è un genere di batteri coccobacilli gram negativi immobili (da cui il nome).

## Descrizione
Sono batteri aerobi obbligati, cioè incapaci di fermentare gli zuccheri, ma dotati di un metabolismo esclusivamente ossidativo.

Sono presenti nell'acqua e nel suolo, sulla cute umana e animale come commensali. Occasionalmente possono essere la causa di infezioni urinarie o di infezioni respiratorie nei pazienti immunocompromessi. Sono resistenti a numerosi antibiotici perché producono beta-lattamasi. Vengono trattati con carbapenemi, tetraciclina e aminoglicosidi.
Nel maggio 2023 un gruppo di ricercatori ha scoperto grazie all'intelligenza artificiale un farmaco potenzialmente efficace contro l'A. Baumanii, farmaco che era già in uso contro il diabete.

## Farmaci
Nel 2026 la Roche lancia lo studio multicentrico di fase 3 del 
Zosurabalpin. Rappresenterebbe la prima nuova classe di antibiotici contro i batteri Gram-negativi degli ultimi 50 anni.